# 5665 Begemann
5665 Begemann eller 1982 BD13 är en asteroid i huvudbältet som upptäcktes den 30 januari 1982 av den amerikanska astronomen Schelte J. Bus vid Siding Spring-observatoriet. Den är uppkallad efter tysken Friedrich Begemann.
Asteroiden har en diameter på ungefär 3 kilometer och den tillhör asteroidgruppen Flora.